# C/1910 A1 (Großer Januarkomet)
C/1910 A1 (Großer Januarkomet), auch Johannesburger Komet genannt, ist ein Komet, der im Jahr 1910 auch am Tag mit dem bloßen Auge gesehen werden konnte. Er wird aufgrund seiner außerordentlichen Helligkeit zu den „Großen Kometen“ gezählt.

## Entdeckung und Beobachtung
Zu Beginn des Jahres 1910 bereiteten sich die Astronomen auf der ganzen Welt eifrig auf die vorhergesagte Wiederkehr des Halleyschen Kometen vor, zuvor erschien jedoch ein anderer Komet, der jenen weit in den Schatten stellen sollte.
Die ersten, die diesen Kometen erblickten, waren drei Arbeiter einer Diamantmine in Transvaal in der Morgendämmerung des 12. Januar 1910, als er bereits eine Helligkeit von −1 mag hatte. Sie meldeten ihre Entdeckung aber nicht weiter, wahrscheinlich weil sie dachten, dass die Behörden bereits darüber Bescheid wüssten. Drei Tage später konnten mehrere Eisenbahnarbeiter in Copier Junction im Oranje-Freistaat den Kometen für 20 Minuten beobachten. Sie hielten ihn fälschlicherweise für den erwarteten Halleyschen Kometen und der Bahnhofsvorsteher meldete das Ereignis an eine Zeitung. Erst durch einen Telefonanruf von dieser Zeitungsredaktion erfuhr der Direktor des Transvaal Observatory Robert Innes als erster Astronom von diesem Kometen. Innes gelang es erst am Morgen des 17. Januar selbst den Kometen zu sehen, danach verbreitete sich die Meldung über einen neu erschienenen hellen Kometen rasch weltweit.
Innes konnte bereits am Mittag desselben Tages den Kometen am hellen Himmel mit bloßem Auge 4,5° neben der Sonne beobachten, zu der Zeit hatte er eine Helligkeit von −4 mag. Er beschrieb ihn als schneeweißes Objekt von etwa 1° Länge und heller als Venus im größten Glanz. Am folgenden Tag gab es weitere Tagesbeobachtungen des Kometen in Wien, Algier und Rom, und am 19. Januar wurde der Komet von Astronomen des Observatoriums in Santiago de Chile sieben Stunden lang von vormittags bis abends beobachtet, als er etwa 8° von der Sonne entfernt stand. Auch in Cambridge, dem Lick-Observatorium und in Mailand wurde der Komet am Tage beobachtet.
Nach dem Vorbeigang des Kometen an der Sonne am 17. Januar bewegte er sich am Himmel nordwärts und wurde dadurch für Beobachter auf der Nordhalbkugel gut sichtbar. In Europa und Nordamerika wurde er von der Öffentlichkeit in großem Umfang beobachtet. Viele Beobachter, die sich später daran erinnerten, den Halleyschen Kometen gesehen zu haben, beschrieben in Wirklichkeit den Januarkometen. Am 22. Januar erschien der Komet einem Beobachter in Schweden mit einem gekrümmten Schweif von 25° Länge und 5° Breite in der Abenddämmerung, und bis Ende des Monats wurden sogar Schweiflängen von 30 bis 50° geschätzt.
Der Komet verblasste nach und nach, als er sich von Sonne und Erde entfernte, am 12. Februar wurden noch 6 mag erreicht, Anfang März 8 mag und Anfang April 11 mag. Die letzte Beobachtung erfolgte am 9. Juli, als er wahrscheinlich gerade noch 14 mag erreichte.
Der Komet erreichte am 30. Januar eine Helligkeit von 1–2 mag. Nach anderen Angaben erreichte die maximale Helligkeit −4 mag.

## Auswirkungen auf den Zeitgeist
Insbesondere in der Erwartung des Halleyschen Kometen im selben Jahr (der allerdings erst einige Monate später erscheinen sollte), war die Öffentlichkeit in Europa und Nordamerika an allem zum Thema „Kometen“ interessiert. Der Große Januarkomet wurde daher von vielen Menschen beobachtet (und oft mit dem Halleyschen Kometen verwechselt).
Nicht alle Beobachter nahmen die plötzliche Kometenerscheinung allerdings mit Gemütsruhe hin. An der Küste von Portugal versammelten sich die Menschen bei Sonnenuntergang, um sein Auftauchen aus der schwindenden Dämmerung zu beobachten – nicht alle aus Bewunderung, viele bekreuzigten sich auch aus Furcht.
Ein Zeitungsbericht vom 27. Januar schob die Schuld für einen strengen Winter, der zu der Zeit in Teilen Europas herrschte, auf den Kometen und sagte für die nahe Zukunft weitere schlimme Konsequenzen voraus.
Nach einem Bericht der New York Times löste das Erscheinen des Kometen extreme Furcht unter der Landbevölkerung in Russland aus, die ihn als Vorzeichen für einen großen Krieg im Fernen Osten oder für das Ende der Welt hielt. Auch die Bevölkerung in Nordafrika und Indien wurde als anfällig für ähnliche Befürchtungen angesehen.

## Wissenschaftliche Auswertung
Der Januarkomet von 1910 war extrem reich an Staub. Spektrogramme zeigten ein kontinuierliches Spektrum durch gestreutes Sonnenlicht nicht nur um den Kern, sondern auch bis weit hinaus in den Schweif. Keine der sonst üblichen Emissionslinien konnten festgestellt werden. Allerdings wurden wahrscheinlich zum ersten Mal an einem Kometen starke Natrium-Emissionslinien beobachtet. Dieses Phänomen eines Schweifs aus neutralem Natrium konnte erst viel später am Kometen C/1995 O1 (Hale-Bopp) analysiert werden. Das Vorkommen von Natrium zusammen mit dem starken gestreuten Sonnenlicht erklärt auch die Beschreibung der Farbe des Kometen als gelb oder sogar rot, wie mehrere Beobachter berichteten.
Der starke Staubgehalt des Kometenschweifs führte auch zu quer angeordneten Streifen (Striae) in dem wie ein geschwungenes Horn geformten Schweif. Am 27. Januar war neben dem gekrümmten Schweif noch ein kürzerer, gerader Schweif zu sehen, der aber wahrscheinlich auch ein Staubschweif war. Ein Plasmaschweif bildete sich erst aus, als die Natrium-Emissionslinien verschwanden, und nach dem 26. Januar waren dann auch die üblichen Kometenbänder im Spektrum festzustellen. Anfang Februar war auch ein kleiner Gegenschweif auf einer Photographie zu erkennen.
Brian Marsden, Zdenek Sekanina und Edgar Everhart bestimmten 1978 für die ursprüngliche Umlaufbahn des Kometen vor dem Durchlaufen des inneren Sonnensystems eine elliptische Form mit einer Großen Halbachse in der Größenordnung von 7400 AE. Für die zukünftige Bahn des Kometen wurde eine Große Halbachse von etwa 1480 AE berechnet.

## Umlaufbahn
Für den Kometen konnte durch 25 Beobachtungen über 82 Tage eine elliptische Umlaufbahn bestimmt werden, die um rund 139° gegen die Ekliptik geneigt ist. Die Bahn des Kometen liegt damit schräg gestellt zu den Bahnebenen der Planeten, er durchläuft seine Bahn gegenläufig (retrograd) zu ihnen. Im sonnennächsten Punkt der Bahn (Perihel), den der Komet am 17. Januar 1910 durchlaufen hat, befand er sich mit etwa 19,3 Mio. km Sonnenabstand im Bereich weit innerhalb der Umlaufbahn des Merkur. Bereits am nächsten Tag, dem 18. Januar, erreichte er mit etwa 128,4 Mio. km (0,86 AE) die größte Annäherung an die Erde. Wiederum einen Tag später, am 19. Januar, ging er zunächst in 86,5 Mio. km Abstand an der Venus und dann in 22,5 Mio. km Abstand am Merkur vorbei.
In der Nähe des absteigenden Knotens seiner Umlaufbahn bewegte sich der Komet um den 15. Dezember 1909 in großer Nähe zur Erdbahn, und zwar in nur etwa 4,4 Mio. km (0,029 AE) Abstand dazu. Die Erde hielt sich zu dieser Zeit aber fast genau an der gegenüberliegenden Stelle ihrer Bahn auf.
Nach den Bahnelementen der JPL Small-Body Database und ohne Berücksichtigung nicht-gravitativer Kräfte auf den Kometen hatte seine Bahn lange Zeit vor seiner Passage des inneren Sonnensystems eine Exzentrizität von etwa 0,99978 und eine Große Halbachse von etwa 575 AE, so dass seine Umlaufzeit bei etwa 14.000 Jahren lag. Durch die Anziehungskraft der Planeten, insbesondere bei Annäherungen an Uranus im Oktober 1905 bis auf etwa 8 ¾ AE, an Jupiter im Januar 1910 bis auf etwa 5 ⅓ AE, sowie an Saturn im April 1910 bis auf etwa 8 ⅔ AE Distanz, wurde seine Bahnexzentrizität auf etwa 0,99971 und seine Große Halbachse auf etwa 440 AE verringert, so dass sich seine Umlaufzeit auf etwa 9.000 Jahre verkürzt. In Anbetracht der sehr unsicheren Bahnparameter sind alle angegebenen Daten nur als ungefähre Werte zu betrachten.